# 니치반
니치반(일본어: ニチバン)은 일본의 테이프 제조사이다. 셀로판 테이프, 마스킹 테이프, 의약품인 로이히쓰보코(일본어: ロイヒつぼ膏) 등의 제조 및 판매 등을 주요 사업으로 하고 있다.